# Ferrari Violetta
Ferrari Violetta (Hódmezővásárhely, 1930. április 25. – Budapest, 2014. január 23.) Jászai Mari-díjas magyar színésznő.

## Élete
Apja, Leopoldo Ferrari szobafestő (1887. december 8. Stienta, Rovigno  – 1951. április 18., Budapest) olasz hadifogolyként került Hódmezővásárhelyre, ott született lánya, Violetta; anyja Kurucz Júlia (1892. február 21 Hódmezővásárhely). Szüleinek házasságkötése 1922. január 4-én történt Hódmezővásárhelyen. Violetta születési neve Ferrari Fernanda Ibolya, anyja után református volt. A művésznevét 5 évesen választotta a Siliga-bácsi-féle gyermekszínházban. Ő és valamennyi testvére kettős (olasz-magyar) állampolgár volt.
Bátyjai: Stefano (1922), Dante László (1924) és János (1926). Pályáját hatévesen kezdte a Pesti Színházban gyermekszínészként. 1949-ben a Madách Színház ösztöndíjasaként végezte el a Színház- és Filmművészeti Főiskolát. 1950–56 között a Nemzeti Színház tagja volt. 1956-ban emigrált; először Bécsben, majd Nyugat-Németországban élt, ahol több szerepet is kapott. A rendszerváltás után többször hazalátogatott, de szerepet már nem vállalt. 1997-ben  végleg hazaköltözött Magyarországra,  2014-ben Budapesten hunyt el.

## Magánélete
1949-ben kötött házasságot Básti Lajossal, de 1954-ben elváltak. Második férje Földiák János mérnök volt, akitől 1956 augusztusában született meg első fia, Péter. Második fia 1963-ban az NSZK-ban jött a világra. A második házassága is válással végződött 1973-ban.

## Színpadi szerepei
- Angyalka (Molière: A képzelt beteg)
- Antonyina (Gorkij: Jegor Bulicsov és a többiek)
- Beatriz (Lope de Vega: Donna Juana)
- Brandt Olga (Sándor Kálmán: A senki városa)
- Cherubin (Beaumarchais: Figaro házassága)
- Cleopatra (Shaw: Caesar és Cleopatra)
- Erzsi (Vészi Endre: A titkárnő)
- Hedda (Henrik Ibsen: Hedda Gabler)
- Irma (Breffort–Monnot: Irma, te édes!)
- Kiszolgáló (Illyés Gyula: Tűvé-tevők)
- Lenka (Pavlenko: Boldogság)
- Lujza (Friedrich Schiller: Ármány és szerelem)
- Marianna (Molière: A fösvény)
- Marianna (Molière: Tartuffe)
- Molière-né (Molière: A versailles-i rögtönzés)
- Nádja, Polina unokahúga (Makszim Gorkij: Ellenségek)
- Ophélia (William Shakespeare: Hamlet)
- Samu (Csokonai Vitéz Mihály: Özvegy Karnyóné és a két szeleburdiak)
- Sára (Szabó Pál: Nyári zápor)
- Széll Olga (Háy Gyula: Az élet hídja)
- Tatjána Rogyionova (Mihajlov–Szamojlov: Titkos háború)
- Tünde (Vörösmarty Mihály: Csongor és Tünde)
- Varvara (Osztrovszkij: Vihar)
- Veronika (Jean-Paul Sartre: Főbelövendők klubja)
- Vivie (George Bernard Shaw: Warrenné mestersége)

Rövid összefoglaló a Színházművészeti Lexikonban

## Filmjei
- Konrad aus der Konservenbüchse (Konrad a konzervdobozból) (1983)
- Der Gerichtsvollzieher (A bírósági végrehajtó) (1981)
- Ein herrlicher Tag (Egy csodálatos nap) (1976)
- Der schwarze Graf (A fekete gróf) (1970)
- Puppen reden nicht (A babák nem beszélnek) (1970)
- Dem Täter auf der Spur (Az elkövető nyomában) (1970)
- Ein ruhiges Heim (Egy csendes otthon) (1969/70)
- Die Reise nach Tilsit (Út Tilsitbe) (1969)
- Des Broadways liebstes Kind (1969)
- Cäsar und Cleopatra (Cézár és Kleopátra) (1969)
- Duell um Aimée (Párbaj Aimée-ért) (1968)
- Jetzt schlägt's 13 (Most 13-at ütött) (1968)
- Millionen für Penny (Milliók Pennyért) (1968)
- Bel Ami (A szépfiú) (1967/68)
- Im weissen Rössl (A Fehér Ló Fogadóban) (1967) eredetije: Fehér ló
- Das Geld liegt auf der Strasse (A pénz az utcán van) (1966)
- Münchhausen ist unter uns (Münchhausen köztünk van) (1966)
- Stoppt die Welt – ich möchte aussteigen (Állítsd meg a világot - ki akarok szállni) (1966)
- Hava, der Igel (Háva, a sündisznó) (1966)
- Ein Tag ohne Morgen (Egy nap holnap nélkül) (1966)
- Prairie-Saloon (Préri-szalon) (1966)
- Herr Kayser und die Nachtigall (Kayser úr és a fülemüle) (1966)
- Adieu Madmaiselle (1965)
- Die Reise (Az utazás) (1965)
- Geisterkomödie - Eine unwahrscheinliche Komödie (Szellemkomédia - Egy valószínűtlen vígjáték) (1965)
- Keine Angst vor der Hölle? (Nem fél a pokoltól?) (1965)
- Ein Engel namens Schmidt (Egy angyal, akit Schmidtnek hívnak) (1964)
- Ich hab mich so an dich gewöhnt - Ein Besuch bei Bully Buhlan (Már annyira megszoktalak - Látogatás Bully Buhlanban)  (1963)
- Trompeten der Liebe (A szeretet harsonái) (1962)
- Flitterwochen (Nászút) (1962)
- Nie hab' ich nie gesagt (Soha nem mondtam) (1961/62)
- Johnny Belinda (1961)
- Scheidungsgrund: Liebe (A válás oka: Szerelem) (1960)
- Piroschka (Piroska) (1960)
- Laß mich am Sonntag nicht allein (Vasárnap ne hagyj egyedül) (1959)
- Paprika (1959)
- Scala – total verrückt (Scala - teljesen őrült) (1958)
- Gázolás (1955)
- Különös ismertetőjel (1955)
- Fel a fejjel (1954)
- 2×2 néha 5 (1954)
- Föltámadott a tenger (1953)
- Ifjú szívvel (1953)
- Civil a pályán (1951)
- Dalolva szép az élet (1950)

## Dalok
- Kozma József–Vécsey Ernő: Hulló levelek (Les feuilles mortes, A két szemét még most is látom...)
- Louis Gugliemi (Louiguy)–Édith Piaf–Bradányi Iván: Álmaimban látlak én (La vie en rose)
- Behár György–Szenes Iván: Amikor mosolyogsz ISWC T-007.001.738-7
- Pablo Beltrán Ruiz–G. Dénes György: Mexikói karnevál (¿Quién será?) Cseng a mexikói karnevál (a csa-csa-csa tündöklésének egyik fontos darabja)
- Fényes Szabolcs–Szenes Iván: Melletted nincsenek hétköznapok T-007.000.698-2
- Behár György–Romhányi József: Szemembe nézz! T-007.174.690-1

A Civil a pályán c. filmben elhangzó MHK-induló (Rajta sporttárs, fuss a célba!) egyik előadója.
A 2x2 néha 5 c. film slágerét Vass Éva énekli (külön készült a film- és a hangfelvétel).
Német színésznőként öt népszerű dalt énekelt, köztük az Es muß die Liebe sein-t, amellyel a német táncdalfesztiválon lépett fel 1964-ben.
Die Welt ist doch für alle da (1967) a Die Rudi Carrell Show című műsorban

## Díjak
- Farkas–Ratkó-díj (1952)
- Jászai Mari-díj (1955)

## Emlékezete
- Alakja felbukkan (említés szintjén) Kondor Vilmos magyar író Budapest novemberben című bűnügyi regényében.
- Fábián Janka említi őt A könyvárus lány c. regényében.